# Friedrich Jentzen
Friedrich Jentzen (né à Schwerin le 13 juin 1815, mort le 17 mai 1901) est un peintre romantique allemand.